# Fred Gwynne
Frederick Hubbard "Fred" Gwynne, född 10 juli 1926 i New York, död 2 juli 1993 i Taneytown, Maryland, var en amerikansk skådespelare.
Gwynne är mest känd för rollen som Herman Munster i TV-serien The Munsters.

## Rollista i urval
- 1954 – Storstadshamn
- 1961–1963 – Car 54, Where Are You? (TV-serie) (60 avsnitt)
- 1964–1966 – The Munsters (TV-serie) (72 avsnitt)
- 1966 – Vik hädan, monster!
- 1979 – Månen
- 1984 – Cotton Club
- 1986 – Polis på hal is
- 1986 – Tills döden skiljer oss åt
- 1987 – Farlig förbindelse
- 1987 – Järngräs
- 1987 – Nyckeln till framgång
- 1989 – Jurtjyrkogården
- 1991 – Skuggor och dimma
- 1992 – Min kusin Vinny